# Крушина (Слупський повіт)
Крушина (пол. Kruszyna) — село в Польщі, у гміні Кобильниця Слупського повіту Поморського воєводства.
Населення — 195 осіб (2011).
У 1975-1998 роках село належало до Слупського воєводства.

## Демографія
Демографічна структура станом на 31 березня 2011 року:
|          | Загалом | Допрацездатний вік | Працездатний вік | Постпрацездатний вік |
| -------- | ------- | ------------------ | ---------------- | -------------------- |
| Чоловіки | 100     | 19                 | 75               | 6                    |
| Жінки    | 95      | 21                 | 57               | 17                   |
| Разом    | 195     | 40                 | 132              | 23                   |